# Rétrocommission
Une rétrocommission est le fait illégal pour un vendeur de verser une commission plus importante que demandée à un intermédiaire pour récupérer ensuite, de façon occulte, la partie de la somme superflue après la transaction initiale.
Lors d'un marché à l'exportation, la commission et la rétrocommission permettent la rémunération des intermédiaires ou courtiers internationaux en liquidité transférable à une banque, généralement dans un paradis fiscal. 
Ce type de mécanisme est souvent utilisé dans le cadre de ventes qui ont eu lieu après le choc pétrolier de 1973 et jusque dans les années 2000 entre les pays développés et les pays pétroliers. Ceux-là sont alors en concurrence pour obtenir les marchés et passent par des intermédiaires pour faciliter les transactions. Ces intermédiaires sont rémunérés par les commissions. Ces dernières étant opaques, les États peuvent offrir plus que demandé en exigeant que tel ou tel organisme ou parti récupèrent ensuite de façon occulte la somme superflue.
Il a été évoqué dans l'affaire des frégates de Taïwan. En 2009, Charles Millon a parlé publiquement de rétrocommissions quand il a été questionné à propos de l'affaire des frégates d'Arabie saoudite et des sous-marins du Pakistan.